# Hayashi Shihei
Hayashi Shihei (1738-1793) fou un estudiós japonès que va escriure sobre estratègia militar. Va avisar de la possibilitat que el Japó fora atacat per la Xina. És considerat un visionari de la història del Japó.

## Biografia
Fou el fill menor d'un oficial de categoria menor bakufu. Son pare va perdre el títol de samurai per disgustar a les autoritats i passà a viure adoptat pel seu oncle que era metge rural.
Més avant, la seua germana major va esdevindre concubina d'un oficial samurai d'alt estatus de Sendai i el seu germà major esdevení samurai, però la bona situació de la família va durar poc perquè prompte els samurais van morir. Aleshores, Hayashi es trobà en una situació econòmica i d'estatus difícil. Malgrat la falta d'estatus i fons, açò li va permetre llibertat de moviment. Així que va recórrer el domini de Sendai, fins i tot arribant a Nagasaki (tres vegades: 1775, 1777 i 1781).
En aquests recorreguts va fer amistat amb experts sobre Occident: Kudo Heisuke, Katsuragawa Hoshu, Otsuki Gentaku i intèrprets de Nagasaki que li facilitaren mapes del món. Va aprendre xinès i va ser una persona bastant d'acord amb la doctrina d'Ogyu Sorai.
Convençut que el Japó estava en perill va enviar memorials al daimyo de Sendai demanant reformes estructurals i militars. Va escriure una obra sobre Corea, Ryukyu i Ezo, anomenada Sangoku tsūran zusetsu (1785) i el 1786 començà l'obra Kaikoku Heidan i la va completar el 1791. Eixe mateix any, el shogunat va prohibir les dues obres perquè consideraven a Hayashi un crític perillós de la política oficial car defensava que es reeducaren als guerrers samurai i que es preparara per a la guerra naval. Hayashi avisava del perill de l'arribada dels russos i els xinesos per via marítima.
Hayashi Shihei fou condemant a arrestament domiciliàri a Sendai. Va morir desolat l'any següent.

## Tomba
La tomba de Hayashi es localitza al tempre budista de Ryuun-in, a Aoba-ku, Sendai. Fou proclamada Lloc Històric Nacional el 1942.

## Obres
- Oranda sen zusetsu (trad. Descripció il·lustrada d'un vaixell holandès) (1782)
- Sangoku tsuran zusetsu (trad. Panorama il·lustrat de tres països) (1785)
- Kaikoku heidan (trad. De la defensa dels països marítims) (1791)[9]